# AIM-260 JATM
Le AIM-260 Joint Air Tactical Missile (AIM-260 JATM) est le nom d'un projet de missile air-air à longue portée  américain officiellement développé depuis 2017 par Lockheed Martin.

## Historique

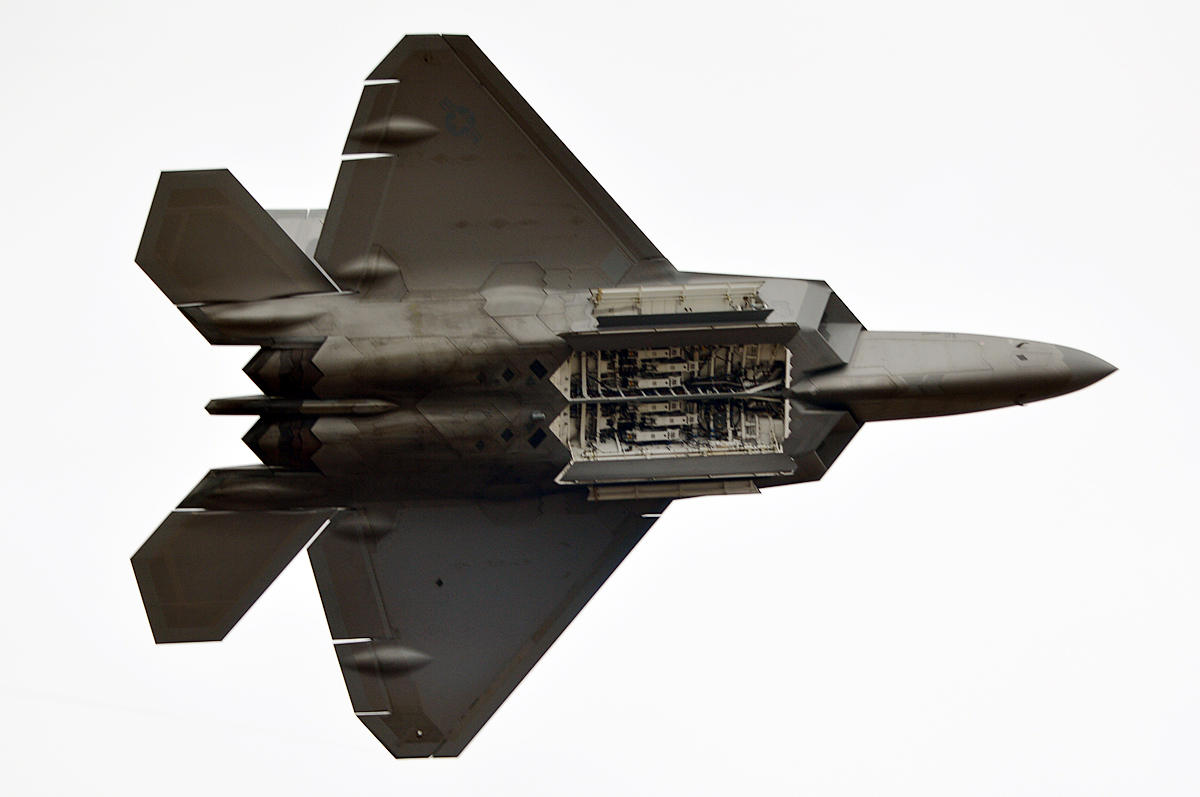
Un F-22 baie d'armement ouverte. Le AIM-260 doit pouvoir y être logé.

Une étude sur une long-range engagement weapon (LREW, arme d'engagement à longue portée) a démarré discrètement avec une ligne de crédit de 7 686 000 dollars américains dans le budget de la défense américain de 2017 en raison de l’apparition de tels engins en Chine et en Russie. Des sites spécialisés comme Global Security pensent qu'elle est à l'origine du AIM-260.
Une récompense accordée à un logisticien civil le 20 février 2017 fait état d'un programme AIM-260 du Naval Air Systems Command (en).
Son existence est révélée au public le 20 juin 2019 lors d'entretiens accordés par le brigadier général Anthony Genatempo, officier exécutif de programme d'armement de la United States Air Force qui déclare que :

« C'est censé être la prochaine arme de domination aérienne pour nos chasseurs. Il a une portée plus grande que celle du AMRAAM, différentes capacités à son bord pour répondre à cet ensemble de menaces spécifiques (de la prochaine génération de domination aérienne). »

Ce missile est un programme commun à l'ensemble des branches des forces armées des États-Unis qui a été remporté secrètement par Lockheed Martin en 2017. Genatempo annonce que l'arme est initialement prévue pour être installée dans la principale baie d'armement du F-22 Raptor, sur le F/A-18E/F Super Hornet de l'aéronavale américaine, suivi du F-35 Lightning II. Les essais en vol au-dessus du Golfe du Mexique débuteront en 2021 et la capacité opérationnelle initiale est prévue pour 2022.
Le premier tir d'un missile opérationnel par l'US Nav est annoncé le 5 février 2025 par un appareil F/A-18 Super Hornet du VX-31 (en) basé à China Lake. Il semble avoir lieu en 2024.
Il doit succéder a l'AIM-120 AMRAAM dont les derniers exemplaires devraient être, selon les estimations de 2019, achetés par les forces américaines en 2026 et avoir une portée au moins équivalente aux missiles de cette catégorie, le PL-15 chinois, le Meteor européen et le Vympel R-37M russe.

## Caractéristiques
La portée de vol doit dépasser 200 km et un plafond d'engagement de 27 km. Il est nécessaire de maintenir la vitesse de vol à un niveau égal à Mach 5. Le missile doit intercepter toute cible aérodynamique susceptible d'apparaître dans l'espace aérien protégé - des avions et des hélicoptères aux missiles de croisière et autres moyens de destruction. Avec tout cela, le produit devrait être placé dans la soute à armement des chasseurs américains en service et ne doit donc pas dépasser 3,96 m de long.
Les premiers dessins d'artistes publiés en 2017 du LREW montraient un missile à deux étages. Pour compenser la réduction de la quantité de propulseur, Lockheed a ajouté un système de contrôle de détournement et d'assiette (DACS) issu du missile sol-air Patriot PAC-3. Le DACS fournit plusieurs petits propulseurs de fusée dans le nez du missile. Combinés à des ailettes de commande montées à l'arrière, ces propulseurs pourraient rendre le missile plus efficace que l'AIM-120 pendant la phase terminale d'une interception à longue portée.
Des médias spéculent qu'il sera équipé d'un nouveau moteur à combustible solide, qu'il ne devrait pas utiliser de statoréacteur.